# Jim Bett
James Bett (Hamilton, 1959. november 25. –) skót válogatott labdarúgó. 

## Pályafutása

### Klubcsapatban
A South Lanarkshire-i Hamiltonban született. Pályafutását 1976-ban az Airdrieonians csapatában kezdte. 1978-ben kis időre Izlandra szerződött a Valur Reykjavík együtteséhez. Még ebben az évben Belgiumba igazolt a Lokerenhez, ahol két évet töltött. 1980 és 1983 között a Rangers játékosa volt, melynek tagjaként kupát és ligakupát nyert. 1983 és 1985 között ismét a Lokerenben szerepelt. 1985-től 1994-ig az Aberdeen csapatát erősítette, melyet kupa és ligakupa győzelemhez segített. 1994-ben visszatért Izlandra korábbi együtteséhez a Valurhoz. Ezt követően 1994 és 1995 között a Hearts, 1995 és 1996 között a Dundee United játékosa volt.  

### A válogatottban
1982 és 1990 között 26 alkalommal szerepelt a skót válogatottban és 1 gólt szerzett. Részt vett az 1986-os világbajnokságon, de nem lépett pályára egyetlen mérkőzésen sem. Tagja volt az 1990-es világbajnokságon szereplő válogatott keretének is, ahol Costa Rica ellen kezdőként kapott lehetőséget.A Svédország és a Brazília elleni csoportmérkőzésen nem játszott.

## Sikerei, díjai
Rangers FC
- Skót kupagyőztes (1): 1980–81
- Skót ligakupagyőztes (1): 1981–82

Aberdeen FC
- Skót kupagyőztes (2): 1985–86, 1989–90
- Skót ligakupagyőztes (1): 1989–90